# Jean-Pierre Chartrand
Jean-Pierre Chartrand est un acteur québécois actif au théâtre, à la télévision et au cinéma depuis le début des années 1970. Formé au Conservatoire national d'art dramatique, il s'est imposé au fil des décennies comme une figure marquante du théâtre d'été au Québec, tout en tenant divers rôles secondaires à l'écran.

## Carrière
Jean-Pierre Chartrand est diplômé du Conservatoire national d'art dramatique en 1970. Il entame sa carrière d'acteur à la télévision au début des années 1970, notamment dans des séries jeunesse comme Picotine (1972–1975), où il incarne le personnage de Farfelu, et Les Égrégores (1974–1975), dans le rôle de Rishi.
Au fil des décennies, il multiplie les apparitions à la télévision québécoise, tant dans les téléromans que les émissions humoristiques. Il joue entre autres dans Du tac au tac (1977–1978), S.O.S. j'écoute (1982–1984), Santa Maria (1994–1995), Ramdam (2008), Il était une fois dans le trouble (2006–2013) et L'Auberge du chien noir (2005),. Il interprète également un rôle dans la série culte Un gars, une fille en 2003, où il incarne le protonotaire.
Au cinéma, il figure notamment dans Montréal vu par… (1991), dans le segment réalisé par Michel Poulette, ainsi que dans La Vie après l'amour (2000), où il joue un juge de paix.
Chartrand est aussi actif sur scène, particulièrement dans le domaine du théâtre d'été. Il y consacre plus de trente saisons consécutives entre les années 1980 et 2010. Il interprète le rôle d'Argan dans Le Malade imaginaire de Molière, notamment au Théâtre Longue Vue en 2000 et 2001. Il est également connu pour son interprétation de Lucien Cheval dans l'adaptation québécoise de Le Dîner de cons, qu'il joue d'abord à Sainte-Agathe en 2002 et 2003, puis dans plusieurs tournées estivales ultérieures, notamment en 2015 et en 2024,.
En 1981, il interprète Sancho Panza, compagnon du chevalier joué par Robert Gravel, dans la série L'Ingénieux Don Quichotte, à qui Gravel donne la réplique.
En 2017, il est à l'affiche de la pièce Ciao Papa au Théâtre des Cascades, aux côtés d'autres anciens de L'Auberge du chien noir comme François L'Écuyer et Josée Deschênes.
Jean-Pierre Chartrand est également invité à l'émission Les Enfants de la télé en 2022, lors d'une rétrospective rendant hommage à Michel Côté.

## Filmographie

### Télévision
À la télévision, il interprète divers rôles dans les séries suivantes,, :
- 1972 : Picotine : Farfelu
- 1974 : Les Égrégores : Rishi
- 1975 : La Petite Patrie : Raymond Bélanger
- 1976 : Le Gutenberg : Hyperallergie
- 1977 : Animagerie : voix
- 1977 : Alexandre et le Roi
- 1977 : Du tac au tac : Louis
- 1978 : Scénario
- 1980 : L'Ingénieux Don Quichotte : Sancho
- 1982 : Minibus
- 1982 : S.O.S. j'écoute
- 1982 : Vaut mieux en rire : Louis Gauthier
- 1984 : Poivre et Sel : inspecteur Albert
- 1986 : Manon
- 1987 : Robert et compagnie : Yvon St-Jacques
- 1988 : Ma tante Alice : Bernard Prégent
- 1989 : Le Dépanneur olympique : Léonce Deschambault
- 1991 : Montréal, ville ouverte
- 1993 : Avec un grand A : Michel
- 1994 : Santa Maria : Réjean Rainville
- 1994 : Montréal P.Q.
- 1995 : Moi et l'autre
- 1999 : Le bonheur est dans la télévision
- 1999 : Sous le signe du lion
- 2001 : Réal-TV : Lucien Sansoucy
- 2001 : Si la tendance se maintient : le sous-ministre des Affaires autochtones
- 2003 : Un gars, une fille : le protonotaire
- 2005 : L'auberge du chien noir : Dr Eugène Filion
- 2006 : Il était une fois dans le trouble : Mr Thierry
- 2008 : Ramdam : Célébrant
- 2019 : Les Grands Préparatifs : Gilbreth
- 2019 : Madame Lebrun : Adélard Lebrun et Herménégilde Sourcy

### Cinéma
Jean-Pierre Chartrand joue dans quelques films, dont, :
- 1991 : Montréal vu par… : amateur de vin
- 1994 : Craque la vie! : Arthur Gagnon
- 2000 : La Vie après l'amour : juge de paix
- 2005 : Le Petit Renne aux névroses
- 2018 : Le Chapon : grand-père de Patrick
- 2020 : Madame Mollard : Mr Mollard
- 2022 : Le Cristal du temps : Gilbreth

## Théâtre
Chartrand joue dans plus de 75 pièces, totalisant plus de 3 500 représentations (en 2009),, :
- 1986 : Charbonneau et le Chef
- 1987 : Douze Hommes en colère
- 1991 : Chacun son tour
- 1991 : Vol au-dessus d'un nid de coucou
- 1992 : Sainte Jeanne
- 1993 : Ivanov
- 1995 : Coup sur Coup : Jean-Paul
- 1996 : Drôle de couple
- 1998 : Pour hommes seulement : Pierre
- 1998 : L'Auberge des morts subites : frère Amédée
- 1998 : On ne badine pas avec l'amour : le choeur
- 2000 : Le Malade imaginaire : Argan
- 2002 : Les Joyeuses Commères de Windsor : Mister Page
- 2002 : Le vent et la tempête
- 2003 : L'habilleur
- 2004 : Charbonneau et le chef
- 2004 : Le Dîner de cons : Poulain
- 2005 : Alerte à la blonde : Henri Latouche
- 2006 : Oncle Vania
- 2009 : Amadeus
- 2012 : Un coup de maître